# Klicneryszki
Klicneryszki – dawny zaścianek na Litwie, w okręgu wileńskim, w rejonie święciańskim, w gminie Nowe Święciany.

## Historia
W czasach zaborów zaścianek szlachecki w powiecie święciańskim, w guberni wileńskiej Imperium Rosyjskiego. W 1866 roku miał 48 mieszkańców w 3 domach. 
W dwudziestoleciu międzywojennym zaścianek leżał w Polsce, w województwie wileńskim, w powiecie święciańskim, w gminie Kołtyniany.
W 1931 w 1 domu zamieszkiwało 6 osób.